# Johann Franz Encke
Johann Franz Encke (Hamburg, 23. rujna 1791. – Spandau, 26. kolovoza 1865.), njemački astronom i matematičar. Od 1816. radio na zvjezdarnici Seeberg (od 1822. ravnatelj), od 1844. – 1865. bio profesor astronomije na Sveučilištu u Berlinu. Usavršio proračun eliptičkih staza kometa i planetoida na temelju triju opažanja, izračunao putanju kometa koji nosi njegovo ime (Enckeov komet). Odredio Sunčevu paralaksu iz Venerinih prijelaza (prijelaza preko Sunčeva kruga), i s pomoću toga izračunao udaljenost između Zemlje i Sunca. Promatrao Saturn i opisao promjene sjaja njegova prstena.

## Enckeov komet
Enckeov komet je komet s najkraćim ophodnim vremenom (3,3 godine), drugi komet (nakon Halleyjeva kometa) za koji je ustanovljeno da je periodički. Inklinacija mu je 11,76 °, najveća udaljenost od Sunca 4,11 astronomskih jedinica a najmanja 0,33 AJ. Promjer jezgre mu je 4,8 km. Prvi ga je zapazio francuski astronom Pierre Méchain 1786., ponovno ga je uočio Jean-Louis Pons 1818., a Johann Franz Encke mu je 1819. izračunao putanju.

## Venerin prijelaz
Venerin prijelaz ili Venerin tranzit je prijelaz Venere ispred Sunca i zakrivanje dijela njegova kruga. Ne događa se svaki put kad se Venera nađe između Zemlje i Sunca jer se ravnine gibanja Venere i Zemlje oko Sunca razlikuju za 3.4°, pa je Venera najčešće iznad ili ispod Sunčeva diska. Pojavljuje se 4 puta u 243 godine i obično traje po nekoliko sati (prijelaz 2012. trajao je 6 sati i 40 minuta): između prve i druge pojave razmak je 8 godina (s nekoliko dana razlike) između druge i treće pojave razmak je 105.5 godina, između treće i četvrte opet 8 godina, a do novoga ciklusa treba čekati 121.5 godina. 
Vrijeme Venerinog prijelaza 1631. predvidio je Johannes Kepler; njegove je proračune usavršio Jeremiah Horrocks, koji je prijelaz motrio 1639. metodom projekcije, što i danas prakticiraju amateri. Prijelazi nisu potpuno vidljivi s cijele Zemlje, tj. prijelaz Venere ne mogu vidjeti promatrači iz onih dijelova Zemlje na kojima je u vrijeme prijelaza noć. Venerin je prijelaz kroz povijest bio popraćen velikom mobilizacijom znanstvenika i opreme i organiziranjem ekspedicija i međunarodnih suradnji kako bi se promatrao iz različitih dijelova svijeta. Ruđer Bošković je za britanski Royal Society sudjelovao u organiziranju dviju takvih ekspedicija (Istanbul 1761. i Kalifornija 1769.). Venerini prijelazi poslužili su za određivanje Sunčeve paralakse, odnosno udaljenosti Zemlje od Sunca (prema metodi Edmonda Halleyja), zatim za procjenu Venerina promjera, a pri prijelazu 1761. Mihail Vasiljevič Lomonosov zapazio je Venerinu atmosferu.
Prije prvih preciznih kronometara, Venerin prijelaz promatrao se i radi određivanja mjesnoga meridijana (zemljopisne dužine). Tako je i ekspedicija Jamesa Cooka s pomoću promatranja Venerina prijelaza 1769. precizno odredila položaj Tahitija.